# Tennistoernooi van Dubai 2020
Het tennistoernooi van Dubai van 2020 werd van maandag 17 tot en met zaterdag 29 februari 2020 gespeeld op de hardcourt-buitenbanen van het Aviation Club Tennis Centre in Dubai, de hoofdstad van het gelijknamige emiraat in de Verenigde Arabische Emiraten. De officiële naam van het toernooi was Duty Free Tennis Championships.
Het toernooi bestond uit twee delen:
- WTA-toernooi van Dubai 2020, het toernooi voor de vrouwen, van 17 tot en met 22 februari 2020
- ATP-toernooi van Dubai 2020, het toernooi voor de mannen, van 24 tot en met 29 februari 2020

| WTA               | februari 2020 | februari 2020 | februari 2020 | februari 2020 | februari 2020 | februari 2020 |
| WTA               | maa 17        | din 18        | woe 19        | don 20        | vrĳ 21        | zat 22        |
| ----------------- | ------------- | ------------- | ------------- | ------------- | ------------- | ------------- |
| vrouwenenkelspel  | 1e ronde      | 1e ronde      | 2e ronde      | kwartfinale   | halve finale  | finale        |
| vrouwendubbelspel | 1e ronde      | 1e ronde      | 1e ronde      | 2e ronde      | halve finale  | finale        |

| ATP              | februari 2020 | februari 2020 | februari 2020 | februari 2020 | februari 2020 | februari 2020 |
| ATP              | maa 24        | din 25        | woe 26        | don 27        | vrĳ 28        | zat 29        |
| ---------------- | ------------- | ------------- | ------------- | ------------- | ------------- | ------------- |
| mannenenkelspel  | 1e ronde      | 1e ronde      | 2e ronde      | kwartfinale   | halve finale  | finale        |
| mannendubbelspel | 1e ronde      | 1e ronde      | 2e ronde      | 2e ronde      | halve finale  | finale        |

ATP-toernooi van Dubai – WTA-toernooi van Dubai

2001 · 2002 · 2003 · 2004 · 2005 · 2006 · 2007 · 2008 · 2009 · 2010 · 2011 · 2012 · 2013 · 2014 · 2015 · 2016 · 2017 · 2018 · 2019 · 2020 · 2021 · 2022 · 2023 · 2024 · 2025